# Paclitaxel
El paclitaxel es un fármaco antineoplásico que se preescribe en el tratamiento de cáncer de pulmón, ovario, mama y en formas avanzadas del sarcoma de Kaposi. Actúa inhibiendo la mitosis de las células tumorales (Saville et. al 1995). En 1970, se determinó su estructura química. Actualmente, se comercializa bajo el nombre Taxol.
El Paclitaxel, también se utiliza en el recubrimiento de los stents coronarios para prevenir la proliferación y el recubrimiento celular del stent. La aplicación sobre la superficie del stent inhibe el crecimiento del tejido cicatricial, lo que contribuye a reducir el riesgo de reestenosis (Heldman et. al 2001). En Estados Unidos, los stent tratados con Paclitaxel se comercializan bajo el nombre Taxus, a través de la empresa Boston Scientific.

Paclitaxel, con sus anillos etiquetados y su esquema de numeración aceptado.

## Historia
La historia del paclitaxel se remonta a 1958, cuando Instituto Nacional del Cáncer de Estados Unidos (NCI) inició un programa de exploración sistemática de productos naturales con potencial actividad anticancerígena. Como parte de este esfuerzo, se solicitó al Departamento de Agricultura de EUA la recolección de muestras vegetales. En ese contexto, el botánico Arthur S. Barclay recolectó aproximadamente 15 libras de ramas, agujas y corteza del tejo del Pacífico en un bosque cercano al Monte Saint Helens.
En 1963, investigadores del Research Triangle Institute, Carolina del Norte, liderados por Monroe E. Wall y Mansukh C. Wani , identificaron actividad antitumoral en los extractos de la corteza del árbol. Posteriormente, en 1967, lograron aislar y purificar el principio activo y anunciaron su descubrimiento en una reunión de la Sociedad Química Americana en Miami Beach, Florida, EUA. En 1971, publicaron la estructura química del compuesto en la revista Journal of the American Chemical Society.
Uno de los principales retos asociados a la producción de paclitaxel fue su bajo rendimiento a partir de fuentes naturales. Robert A. Holton, investigador de la Universidad de Stanford , estimó que un solo árbol de tejo de grandes dimensiones y edad avanzada producía cantidades muy limitadas del compuesto. Para resolver esta limitación, su equipo desarrolló un método semisintético que permite obtener paclitaxel a partir del 10-deacetylbaccatin, un precursor presente en otras especies del género Taxus, cuya recolección no requiere talar los árboles, haciendo más viable su producción a gran escala.
En la década de 1970, la farmacóloga molecular Susan B. Horwitz, de la Escuela de Medicina Albert Einstein de Nueva York, identificó el mecanismo de acción del paclitaxel, basado en la estabilización de los microtúbulos e inhibición de la división celular. Tras extensas investigaciones en instituciones públicas y empresas privadas, el fármaco fue aprobado y comercializado en 1993 por Bristol-Myers Squibb bajo el nombre de Taxol®. Hacia el año 2000, las ventas anuales del producto superaban los 1.600 millones de dólares estadounidenses.

## Descripción
El paclitaxel es un agente quimioterápico natural clasificado dentro de los taxanos, una familia de diterpenos cíclicos derivados del núcleo del taxano. Su fórmula molecular es C₄₇H₅₁NO₁₄, con un peso molecular de 853,9 g/mol. La estructura química del paclitaxel incluye un anillo oxetano de cuatro miembros, un grupo amídico y una cadena lateral hidrocarbonada, elementos esenciales para su actividad biológica. Esta estructura permite la estabilización de los microtúbulos durante la mitosis, inhibiendo la división celular de las células tumorales (Wang et al., 2023).

## Farmacocinética

#### Formas farmacéuticas
Paclitaxel se presenta principalmente en forma de solución inyectable para administración intravenosa, empleada en el tratamiento de diversos tipos de cáncer. Estas soluciones suelen encontrarse en viales de vidrio de 5, 16.7 o 50 mL, con concentraciones variables, por ejemplo, 6 mg/mL. Las formulaciones tradicionales contienen una mezcla de paclitaxel con etanol y Cremophor® EL (polioxietilén-glicerol trirricinoleato), un excipiente que puede estar asociado a reacciones de hipersensibilidad.
Existe también una formulación basada en nanopartículas de albúmina, conocida comercialmente como Abraxane®, en la que el principio activo se une no covalentemente a albúmina humana. Esta forma no contiene Cremophor® EL y permite una administración más segura, además de facilitar la acumulación selectiva del fármaco en el tumor mediante mecanismos de transporte mediados por albúmina, con un perfil de toxicidad más favorable.
Además de su uso sistémico, paclitaxel ha sido incorporado a stents coronarios recubiertos con fármaco (stents farmacológicos), donde se utiliza por su efecto antiproliferativo y antiangiogénico local. En este contexto, ayuda a prevenir la reestenosis al inhibir la proliferación de células musculares lisas en la pared vascular.

#### Absorción
Una infusión administrada vía IV por 24 horas alcanza una Cmax y un ABC según las siguientes dosis: 
- Una infusión de 135 mg/m² administrado por 24 horas en pacientes con cáncer de ovario, alcanza una Cmax= 195ng/mL y un ABC= 6300 ng•h/mL.
- Una infusión de 175 mg/m² administrado por 24 horas en pacientes con cáncer de ovario, alcanza una Cmax= 365ng/mL y un ABC= 8267 ng•h/mL.

Cmax no es proporcional al aumento de concentración que demuestra que la farmacocinética del fármaco no es completamente lineal.
Una infusión administrada vía IV por 3 horas alcanza una Cmax y un ABC según las siguientes dosis: 
- Una infusión de 135 mg/m² administrado por 24 horas en pacientes con cáncer de ovario, alcanza una Cmax=  2,17µg/mL
- Una infusión de 175 mg/m² administrado por 24 horas en pacientes con cáncer de ovario, alcanza una Cmax= 3,65 µg/ml y un ABC= 8267 ng•h/mL.

Cmax no es proporcional al aumento de concentración que demuestra que la farmacocinética del fármaco no es completamente lineal.

#### Distribución
Tiene un gran volumen de distribución que parece verse afectado por la dosis y la duración de la infusión. 
No atraviesa la BHE. Se puede encontrar en líquido ascítico. Se desconoce si puede distribuirse en leche materna humana, aunque en ratas alcanza mayores concentraciones en leche que en plasma.  
- Volúmen de distribución convencional

227 a 688 L/m² después de una infusión de 24 horas de 135 a 175 mg/m² por vía IV a pacientes con cáncer de ovario avanzado. 
18,9 a 260 L/m² después de una infusión de 24 de 200 a 500 mg/m² por vía IV a niños con tumores sólidos o leucemia refractaria. 
- Volúmen de distribución unido a albúmina

Su distribución en el tejido tumoral es mejor comparado con la distribución convencional. 
632 L/m² después de una infusión de 30 minutos o 3 horas de 80-375 mg/m² de paclitaxel unido a albúmina por vía IV.

#### Metabolismo
Paclitaxel se metaboliza extensamente en el hígado. Estudios in vitro con microsomas hepáticos humanos y secciones de tejido hepático han demostrado que aproximadamente el 90 % de la dosis administrada se metaboliza, principalmente a través de la isoenzima CYP2C8 del citocromo P450, que genera el principal metabolito: 6α-hidroxipaclitaxel. Adicionalmente, interviene la isoenzima CYP3A4, que produce los metabolitos secundarios 3′-p-hidroxipaclitaxel y 6α,3′-p-dihidroxipaclitaxel.

#### Eliminación
Cerca del 71 % de la dosis administrada se elimina por vía fecal, mientras que aproximadamente el 14 % se excreta por la orina. De ese total eliminado, solo entre un 5 % y 10 % del paclitaxel se excreta sin cambios, lo que indica un metabolismo hepático predominante antes de su eliminación. La vida media de eliminación es de aproximadamente 52,7 horas, cuando se administra una dosis de 135 mg/m² mediante infusión intravenosa durante 24 horas.

## Mecanismo de acción

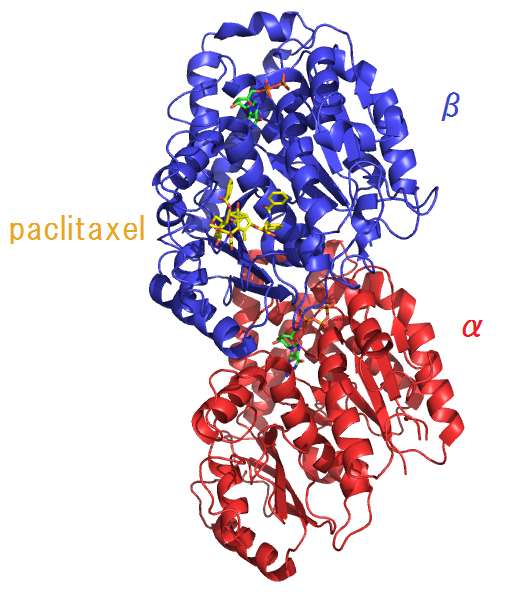
Complejo de subunidades de α, β tubulina y paclitaxel. El paclitaxel aparece como varas amarillas.

El paclitaxel es una de muchas drogas citoesqueléticas que tienen como diana la tubulina. El paclitaxel se une a la subunidad beta de la tubulina. Las células tratadas con paclitaxel sufren disfunción en el ensamblaje (polimerización) de los microtúbulos, segregación cromosómica y división celular. A diferencia de otras drogas que se unen a la tubulina, como la colchicina, que inhibe el ensamblaje de los microtúbulos, el paclitaxel estabiliza el microtúbulo polimerizado y lo protege de su despolimerización. Por lo tanto, los cromosomas no podrán alcanzar la configuración necesaria para la metafase. Esto bloquea la continuación de la mitosis y prolonga la activación de los puntos de control de la mitosis, induciendo la apoptosis o bien revirtiendo el ciclo celular a la fase G, donde no se da división celular.

## Efectos secundarios
La existencia de alergias a la ciclosporina, al teniposide y a drogas que contengan aceite de ricino polioxietilado pueden indicar reacciones adversas al paclitaxel. Puede suministrarse dexametasona con anterioridad al tratamiento con paclitaxel para mitigar algunos de los efectos secundarios. Algunos efectos comunes incluyen náuseas, vómitos, pérdida del apetito, cambios en el gusto, pérdida de cabello, dolor articular en brazos y piernas que permanece durante 2-3 días, cambios en el color de las uñas, picor en las manos o en los pies. Pueden ocurrir efectos secundarios más severos como enrojecimiento, sangrado, dolor/enrojecimiento/hinchazón en la zona de la inyección, cambio en los hábitos intestinales durante más de 2 días, fiebre, escalofríos, tos, dolor de garganta, dificultad para tragar, mareo, falta de aliento, ahogo, erupción cutánea, enrojecimiento facial y dolor en el pecho.